# Ampelocissus compositifolia
Ampelocissus compositifolia är en vinväxtart som först beskrevs av Nathaniel Wallich och Marmaduke Alexander Lawson och fick sitt nu gällande namn av Jules Émile Planchon. 
Ampelocissus compositifolia ingår i släktet Ampelocissus och familjen vinväxter. Inga underarter finns listade i Catalogue of Life.